# 黑體擬雀鯛
黑體擬雀鯛，為鱸形目鱸亞目擬雀鯛科的其中一種，為熱帶海水魚，分布於西印度洋肯亞及南非海域，深度15-30公尺，本魚體延長，全身紫黑色至黑色，鰓蓋後原有一藍色圓斑，背鰭硬棘3枚；背鰭軟條26枚；臀鰭硬棘3枚；臀鰭軟條15枚，體長可達8公分，棲息在岩礁區洞穴中，生活習性不明。

## 擴展閱讀
維基物種上的相關：黑體擬雀鯛